# 40e cérémonie des César
La 40e cérémonie des César du cinéma, organisée par l'académie des arts et techniques du cinéma, s'est déroulée au théâtre du Châtelet à Paris les 20 et 21 février 2015, et a récompensé les films français sortis en 2014. La cérémonie a été présidée par Dany Boon et présentée par Édouard Baer. 

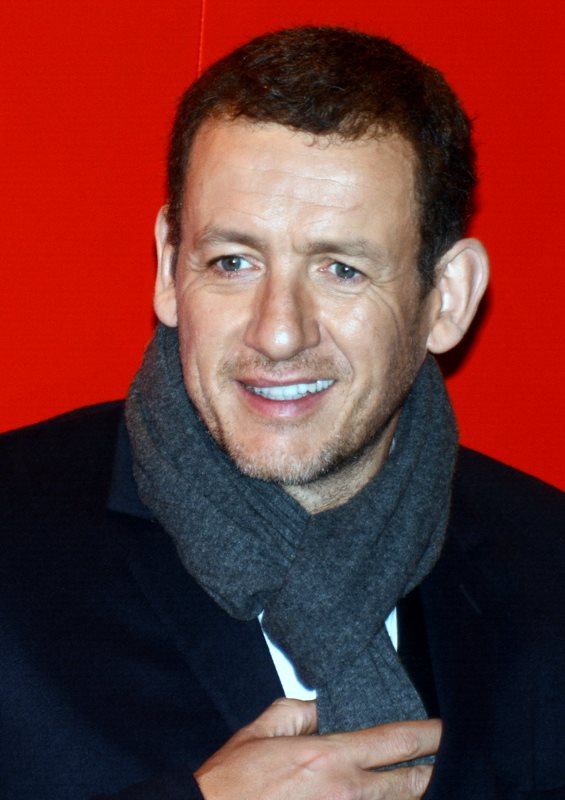
Dany Boon, président de la cérémonie.

Le comédien Laurent Lafitte qui devait présenter à l'origine la cérémonie a finalement décliné l'invitation à cause d'« un problème d'emploi du temps » ; il était au même moment sur le tournage du film Elle de Paul Verhoeven.

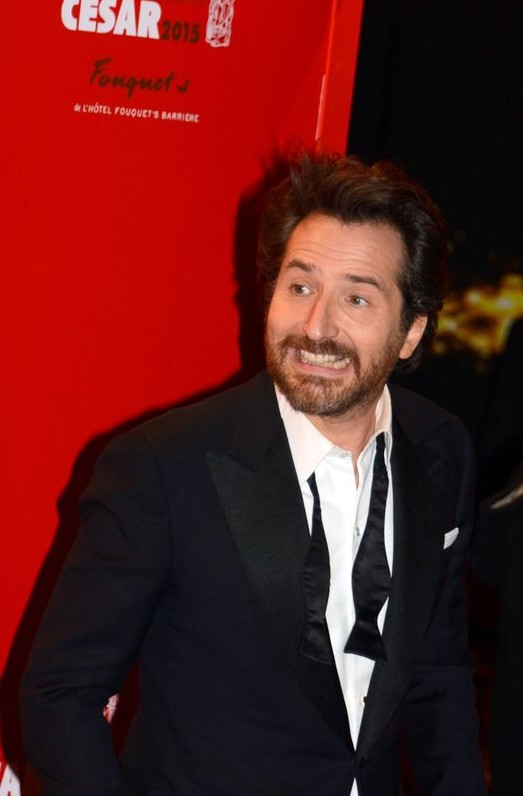
Édouard Baer, maître de cérémonie.

Les nominations ont été annoncées le 28 janvier 2015. La cérémonie consacre Timbuktu, le film franco-mauritanien d'Abderrahmane Sissako qui obtient sept récompenses sur ses huit nominations, c'est le premier film et réalisateur africain récompensé aux César. Se distingue également Les Combattants, le premier film de Thomas Cailley qui en obtient trois. Les deux biopics sur Yves Saint Laurent reçoivent de multiples nominations, mais n'obtiennent chacun qu'un seul César.

## Présentateurs et intervenants
Par ordre d'apparition.
- Édouard Baer, maître de cérémonie

- Dany Boon, président de la cérémonie
- Cécile de France et Cédric Klapisch, pour la remise du César du meilleur espoir féminin
- Alex Lutz et Stéphane De Groodt, pour la remise du César de la meilleure photographie et du César du meilleur son
- Zabou Breitman et Pierre Deladonchamps, pour la remise du César du meilleur premier film
- Leïla Bekhti et Géraldine Nakache, pour la remise du César du meilleur acteur dans un second rôle
- Cécile Cassel et Étienne Daho, pour la remise du César de la meilleure musique originale
- Laura Smet et Joann Sfar, pour la remise du César du meilleur film d'animation
- Julie Gayet et Denis Podalydès, pour la remise du César du meilleur espoir masculin
- Marilou Berry et Jean-Paul Gaultier, pour la remise du César des meilleurs costumes
- Pascal Elbé, pour la remise du César du meilleur scénario original
- Franck Gastambide et Léa Drucker, pour la remise du César des meilleurs décors et du César du meilleur montage
- Charlotte Lebon et Jalil Lespert, pour la remise du César du meilleur film documentaire
- Marion Cotillard, pour la remise du César d'honneur à Sean Penn
- Sabrina Ouazani et Félix Moati, pour la remise du César du meilleur court métrage
- Céline Sallette et Joey Starr, pour la remise du César de la meilleure actrice dans un second rôle
- Nathalie Baye et Guillaume Canet, pour la remise du César du meilleur réalisateur
- Émilie Dequenne et Lambert Wilson, pour la remise du César du meilleur film étranger
- Juliette Binoche et Kristen Stewart, pour la remise du César du meilleur acteur
- Sylvie Testud et Abd al Malik, pour la remise du César de la meilleure adaptation
- Guillaume Gallienne, pour la remise du César de la meilleure actrice
- Dany Boon, pour la remise du César du meilleur film

## Palmarès

### Meilleur film

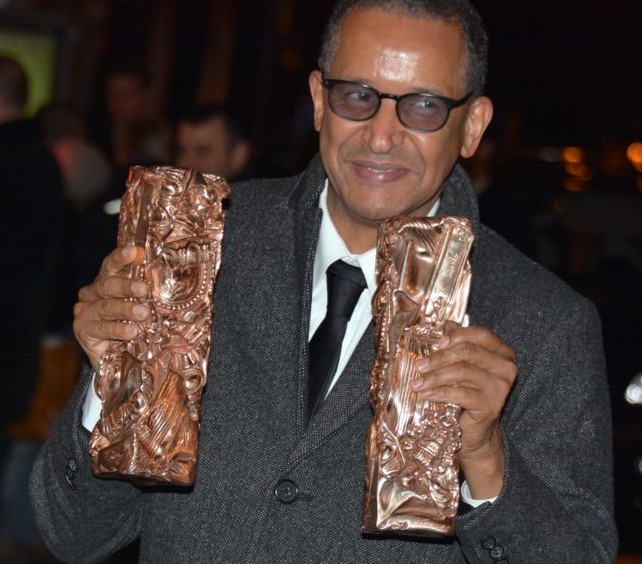
Abderrahmane Sissako remporte les César du meilleur film et du meilleur réalisateur.

- Timbuktu d'Abderrahmane Sissako, produit par Sylvie Pialat, Rémi Burah et Etienne Comar
  - Les Combattants de Thomas Cailley,  produit par Pierre Guyard
  - Eastern Boys de Robin Campillo,  produit par Hugues Charbonneau et Marie-Ange Luciani
  - La Famille Bélier d'Éric Lartigau,  produit par Eric Jehelmann, Philippe Rousselet et Stéphanie Bermann
  - Saint Laurent de Bertrand Bonello,  produit par Éric et Nicolas Altmayer
  - Hippocrate de Thomas Lilti,  produit par Agnès Vallée et Emmanuel Barraux
  - Sils Maria d'Olivier Assayas,  produit par Charles Gillibert

### Meilleur réalisateur
- Abderrahmane Sissako pour Timbuktu
  - Céline Sciamma pour Bande de filles
  - Thomas Cailley pour Les Combattants
  - Robin Campillo pour Eastern Boys
  - Thomas Lilti pour Hippocrate
  - Bertrand Bonello pour Saint Laurent
  - Olivier Assayas pour Sils Maria

### Meilleur acteur

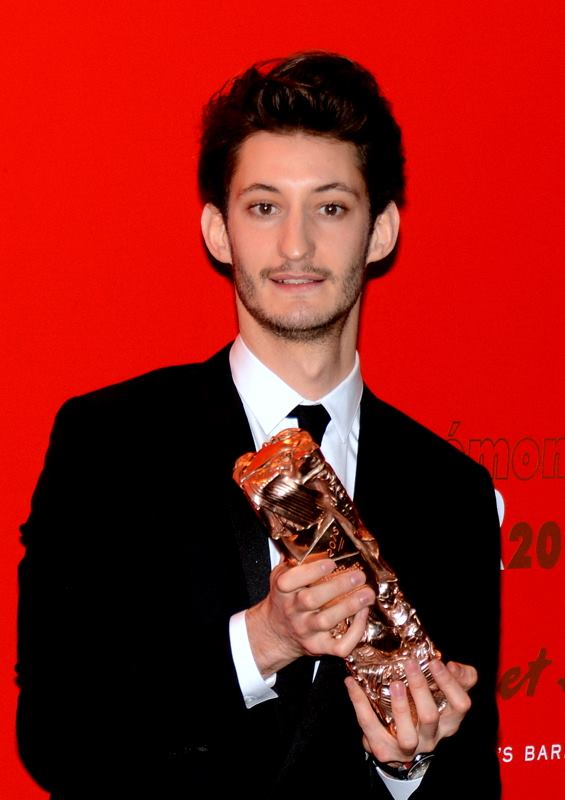
Pierre Niney, couronné meilleur acteur.

- Pierre Niney pour le rôle de Yves Saint Laurent dans Yves Saint Laurent
  - Romain Duris pour les rôles de David et Virginia dans Une nouvelle amie
  - Gaspard Ulliel pour le rôle de Yves Saint Laurent dans Saint Laurent
  - Guillaume Canet pour le rôle de Franck Neuhart dans La prochaine fois je viserai le cœur
  - Niels Arestrup pour le rôle du général Dietrich von Choltitz dans Diplomatie
  - François Damiens pour le rôle de Rodolphe Bélier dans La Famille Bélier
  - Vincent Lacoste pour le rôle de Benjamin Barois dans Hippocrate

### Meilleure actrice

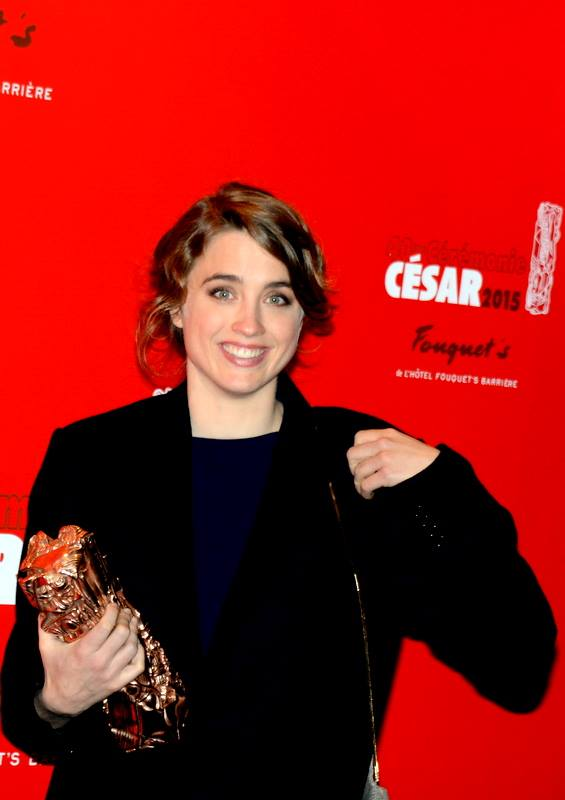
Adèle Haenel, couronnée meilleure actrice.

- Adèle Haenel pour le rôle de Madeleine dans Les Combattants
  - Juliette Binoche pour le rôle de Maria Enders dans Sils Maria
  - Catherine Deneuve pour le rôle de Mathilde dans Dans la cour
  - Marion Cotillard pour le rôle de Sandra dans Deux jours, une nuit
  - Émilie Dequenne pour le rôle de Jennifer dans Pas son genre
  - Sandrine Kiberlain pour le rôle de Muriel Bayen dans Elle l'adore
  - Karin Viard pour le rôle de Gigi Bélier dans La Famille Bélier

### Meilleur acteur dans un second rôle
- Reda Kateb pour le rôle de Abdel Rezzak dans Hippocrate
  - Éric Elmosnino pour le rôle de Fabien Thomasson dans La Famille Bélier
  - Jérémie Renier pour le rôle de Pierre Bergé dans Saint Laurent
  - Guillaume Gallienne pour le rôle de Pierre Bergé dans Yves Saint Laurent
  - Louis Garrel pour le rôle de Jacques de Bascher dans Saint Laurent

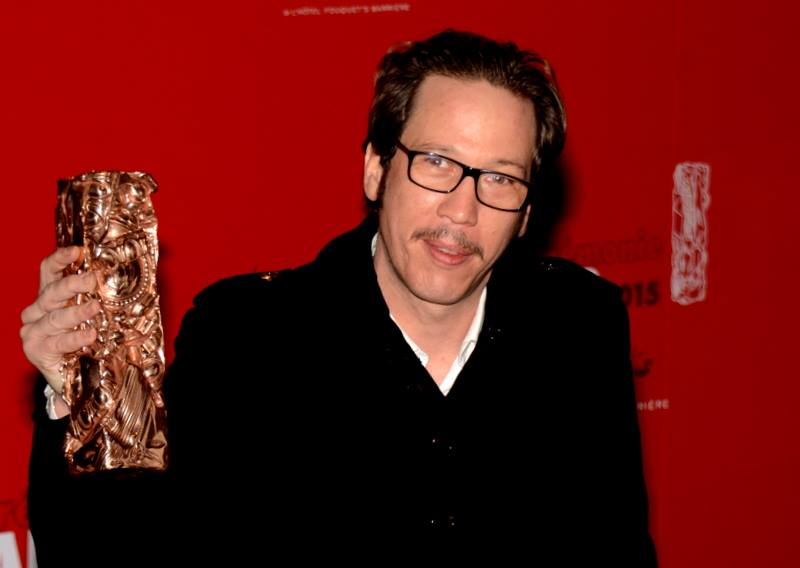
Reda Kateb, meilleur acteur dans un second rôle.

### Meilleure actrice dans un second rôle
- Kristen Stewart pour le rôle de Valentine dans Sils Maria
  - Marianne Denicourt pour le rôle du Dr. Denormandy dans Hippocrate
  - Claude Gensac pour le rôle de Marthe dans Lulu femme nue
  - Izïa Higelin pour le rôle de Manue dans Samba
  - Charlotte Le Bon pour le rôle de Victoire Doutreleau dans Yves Saint Laurent

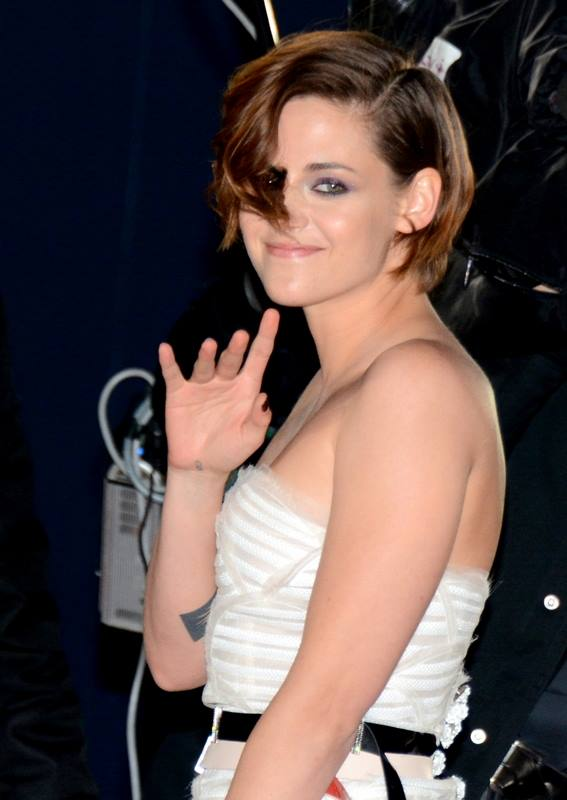
Kristen Stewart, meilleure actrice dans un second rôle.

### Meilleur espoir masculin
- Kévin Azaïs pour le rôle d'Arnaud Labrède dans Les Combattants
  - Ahmed Dramé pour le rôle de Malik dans Les Héritiers
  - Kirill Emelyanov pour les rôles de Marek, Rouslan et Paul dans Eastern Boys
  - Pierre Rochefort pour le rôle de Baptiste Cambière dans Un beau dimanche
  - Marc Zinga pour le rôle de Régis dans Qu'Allah bénisse la France

### Meilleur espoir féminin

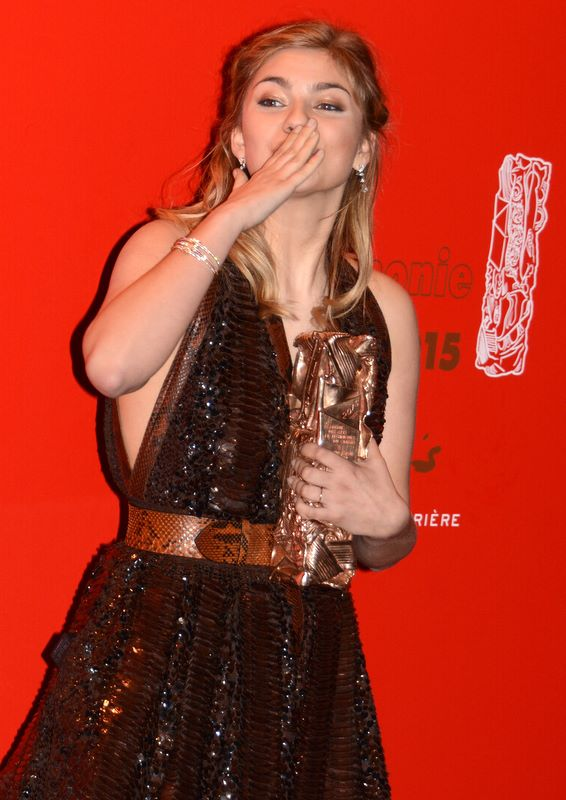
Louane Emera, meilleur espoir féminin.

- Louane Emera pour le rôle de Paula Bélier dans La Famille Bélier
  - Lou de Laâge pour le rôle de Sarah dans Respire
  - Joséphine Japy pour le rôle de Charlie dans Respire
  - Ariane Labed pour le rôle d'Alice dans Fidelio, l'odyssée d'Alice
  - Karidja Touré pour les rôles de Marieme et Vic dans Bande de filles

### Meilleur scénario original
- Timbuktu – Abderrahmane Sissako et Kessen Tall
  - Les Combattants – Thomas Cailley et Claude Le Pape
  - La Famille Bélier – Victoria Bedos et Stanislas Carré de Malberg
  - Hippocrate – Thomas Lilti, Julien Lilti, Baya Kasmi et Pierre Chosson
  - Sils Maria – Olivier Assayas

### Meilleure adaptation
- Diplomatie – Cyril Gély et Volker Schlöndorff, adapté de la pièce de théâtre Diplomatie de Cyril Gély (coréalisateur du film)
  - La Chambre bleue – Mathieu Amalric et Stéphanie Cléau, adapté du roman La Chambre bleue de Georges Simenon
  - Lulu femme nue – Sólveig Anspach et Jean-Luc Gaget,  adapté de la bande dessinée Lulu femme nue d'Étienne Davodeau
  - Pas son genre – Lucas Belvaux,  adapté du roman Pas son genre de Philippe Vilain
  - La prochaine fois je viserai le cœur – Cédric Anger,  inspiré de l'Affaire Alain Lamare et du roman Un assassin au-dessus de tout soupçon d'Yvan Stefanovitch

### Meilleurs décors
- La Belle et la Bête – Thierry Flamand
  - La French – Jean-Philippe Moreaux
  - Saint Laurent – Katia Wyszkop
  - Timbuktu – Sébastian Birchler
  - Yves Saint Laurent – Aline Bonetto

### Meilleurs costumes
- Saint Laurent – Anaïs Romand
  - La Belle et la Bête – Pierre-Yves Gayraud
  - La French – Carine Sarfati
  - Une nouvelle amie – Pascaline Chavanne
  - Yves Saint Laurent – Madeline Fontaine

### Meilleure photographie
- Timbuktu – Sofian El Fani
  - La Belle et la Bête – Christophe Beaucarne
  - Saint Laurent – Josée Deshaies
  - Sils Maria – Yorick Le Saux
  - Yves Saint Laurent – Thomas Hardmeier

### Meilleur montage
- Timbuktu – Nadia Ben Rachid
  - Les Combattants – Lilian Corbeille
  - Hippocrate – Christel Dewynter
  - Party Girl – Frédéric Baillehaiche
  - Saint Laurent – Fabrice Rouaud

### Meilleur son
- Timbuktu – Philippe Welsh, Roman Dymny, Thierry Delor
  - Bande de filles – Pierre André, Daniel Sobrino
  - Bird People – Jean-Jacques Ferran, Nicolas Moreau, Jean-Pierre Laforce
  - Les Combattants – Jean-Luc Audy, Guillaume Bouchateau, Antoine Baudouin, Niels Barletta
  - Saint Laurent – Nicolas Cantin, Nicolas Moreau, Jean-Pierre Laforce

### Meilleure musique
- Timbuktu – Amine Bouhafa
  - Bande de filles – Jean-Baptiste de Laubier
  - Bird People – Béatrice Thiriet
  - Les Combattants – Lionel Flairs, Benoît Rault, Philippe Deshaies
  - Yves Saint Laurent –  Ibrahim Maalouf

### Meilleur premier film
- Les Combattants de Thomas Cailley
  - Elle l'adore de Jeanne Herry
  - Fidelio, l'odyssée d'Alice de Lucie Borleteau
  - Party Girl de Marie Amachoukeli, Claire Burger et Samuel Theis
  - Qu'Allah bénisse la France de Abd al Malik

### Meilleur film d'animation
- Minuscule - La vallée des fourmis perdues de Thomas Szabo et Hélène Giraud
  - Le Chant de la mer (Song of the Sea) de Tomm Moore
  - Jack et la Mécanique du cœur de Mathias Malzieu et Stéphane Berla

### Meilleur film documentaire
- Le Sel de la Terre de Wim Wenders et Juliano Ribeiro Salgado
  - Caricaturistes, fantassins de la démocratie de Stéphanie Valloatto
  - Les Chèvres de ma mère de Sophie Audier
  - La Cour de Babel de Julie Bertuccelli
  - National Gallery de Frederick Wiseman

### Meilleur film étranger
- Mommy de Xavier Dolan •  Canada
  - 12 Years a Slave de Steve McQueen •  États-Unis
  - Boyhood de Richard Linklater •  États-Unis
  - Deux jours, une nuit de Jean-Pierre et Luc Dardenne •  Belgique
  - Ida de Pawel Pawlikowski •  Pologne
  - The Grand Budapest Hotel de Wes Anderson •  États-Unis
  - Winter Sleep de Nuri Bilge Ceylan •  Turquie

### Meilleur court métrage
- La Femme de Rio de Emma Luchini et Nicolas Rey
  - Aïssa de Clément Tréhin-Lalanne
  - Inupiluk de Sébastien Betbeder
  - Les Jours d'avant de Karim Moussaoui
  - Où je mets ma pudeur de Sébastien Bailly
  - La Virée à Paname de Carine May et Hakim Zouhani

### Meilleur court métrage d'animation
- Les Petits Cailloux de Chloé Mazlo
  - Bang Bang ! de Julien Bisaro
  - La Bûche de Noël de Vincent Patar et Stéphane Aubier
  - La Petite Casserole d'Anatole d'Eric Montchaud

### César d'honneur

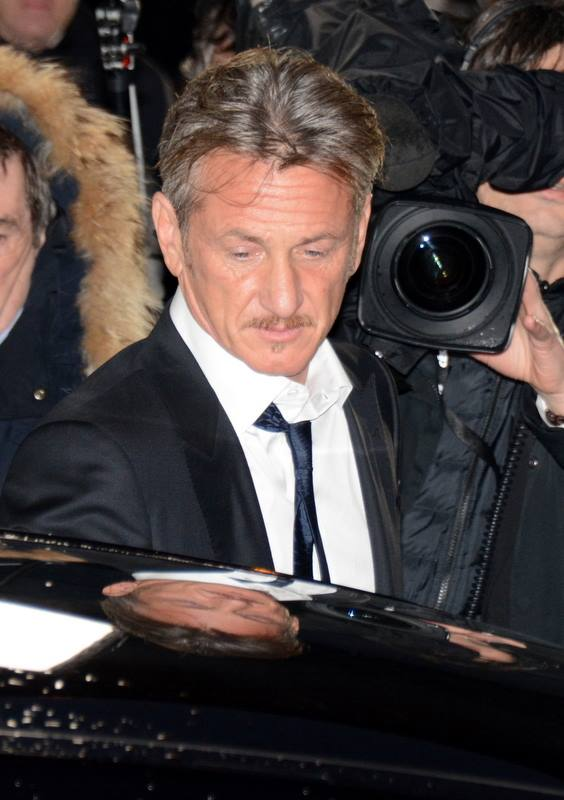
Sean Penn lors de la cérémonie.

- Sean Penn pour l'ensemble de sa carrière.

### Médaille d'or de l'Académie des arts et techniques du cinéma
Remise dans le cadre et avec le concours de la Monnaie de Paris le 19 janvier 2015.
- Luc Besson

## Statistiques

### Nominations multiples
10 : Les Combattants, Saint Laurent
8 : Timbuktu
7 : Hippocrate, Yves Saint Laurent
6 : La Famille Bélier, Sils Maria
4 : Bande de filles
3 : Eastern Boys, La Belle et la Bête
2 : La prochaine fois je viserai le cœur, Deux jours, une nuit, Respire, Elle l'adore, Diplomatie, Une nouvelle amie, Lulu femme nue, Fidelio, l'odyssée d'Alice, Qu'Allah bénisse la France, La French, Bird People, Party Girl

### Récompenses multiples
7 : Timbuktu
3 : Les Combattants

### Les grands perdants
2 / 10 : Saint Laurent
1 / 7 : Hippocrate, Yves Saint Laurent
1 / 6 : La Famille Bélier, Sils Maria

## Audience
Diffusée en clair, la cérémonie rassemble 2,384 millions de personnes soit 13,6 % de parts de marché. Cela constitue une augmentation de 69 000 téléspectateurs par rapport à l'année précédente.